# يوم حار جدا (فلم)
يوم حار جدا  فيلم دراما مصري للمخرج محمد خان عام 1995 كتبت السيناريو والحوار زينب عزيز عن رؤية المخرج خان. الفيلم من بطولة شريهان، محمود حميدة، محمد فؤاد، منحة البطراوي، مفيد عاشور، وعزة بهاء  وتدور الأحداث حول الشاب غريب العائد إلى مصر في اجازة بعد غياب طويل ليجد مغامرة لا يمكنه استيعابها.
صدر الفيلم إلى دور العرض المصرية في 27 نوفمبر 1995.
منح موقع قاعدة بيانات الأفلام على الإنترنت (IMDB) الفيلم درجة 5.9/ 10.
منح موقع قاعدة بيانات الأفلام العربية "السينما.كوم" الفيلم درجة 4.9/ 10.

## طاقم التمثيل
شريهان: في دور هدى
محمود حميدة: في دور ضياء توفيق (رجل الأعمال وزوج هدى)
محمد فؤاد: في دور غريب (العائد إلى مصر في إجازة)
منحة البطراوي: في دور عايدة (زوجة ضياء الأولى)
مفيد عاشور: في دور عادل (صديق غريب)
حمدي الوزير: في دور ناجي (عميل ضياء)
حسن عبد الفتاح: في دور إبراهيم رشوان (عميل ضياء)
علاء ولي الدين: في دور صاحب كشك بيع السجائر
خيري بشارة: في دور صديق ضياء وصاحب حفل الكوكتيل
كريم العدل: في دور سارق الحقيبة
بالاشتراك مع: عزة بهاء – منحة زيتون – عواطف حلمي – سمر الشيخ – صباح محمود – حسن نور – نادر نور الدين – سناء سليمان

## أحداث الفيلم
يعيش الشاب غريب (محمد فؤاد) خارج مصر لفترة طويلة، ويعود بعد غياب 8 سنوات في يوم شديد الحرارة، ليستمتع بإجازة قصيرة في زيارة أهله بالقاهرة. أثناء الاتصال بأحد اصدقائه تليفونيا تتعرض فتاة حسناء لسرقة حقيبتها، يطارد غريب اللص ويحصل على الحقيبة، لكنه لا يجد الفتاة ويلتقط اسم ورقم تليفون داخل الحقيبة. يتصل بالرقم فيتضح أنه تليفون مكتب رجل الأعمال ضياء توفيق (محمود حميدة) الذي يرسل سكرتيرته لالتقاط غريب من ميدان طلعت حرب، بينما يتحدث ضياء مع ناجي (حمدي الوزير) بخصوص مبلغ مليون وربع تسلمهم ضياء وحرر بهم شيكاً يتضح أنه بدون رصيد، فيسارع رجل الأعمال إبراهيم رشوان (حسن عبد الفتاح) بشراء الشيك من ناجي ويمهل ضياء ثلاثة أيام لرد المبلغ. يقبل ضياء المهلة وهو يعلم أن إبراهيم رشوان لا يعبث، فضلاً عن وجود ثأر قديم بينهما. يقود ضياء سيارته وهو يحمل مسدس ويفكر في إطلاقه على رأسه ليموت منتحراً. ينتظر غريب في الميدان وهو يحلم بفتاة جميلة يقضي معها اجازته، ولكن يظهر ضياء في سيارته ويلتقط غريب معتقداً أنه الشخص الذي تم الاتفاق معه على قتل زوجته هدى (شريهان) ويقدم ضياء لغريب عنوان منزله ومفتاح الشقة لتنفيذ المهمة مع وعد بالأجر المناسب، وذلك لأن ضياء يتعرض لأزمة مالية كبرى وترفض زوجته مساعدته. يقرر غريب ملاحقة هدى ليكشف لها أنه مكلف بقتلها بناء على اتفاق مع زوجها الذي ناوله 5000 جنيه ومفتاح البيت ووعده بدفع باقي المبلغ بعد التنفيذ. يلتقي غريب بصديقه عادل (مفيد عاشور) بينما يذهب ضياء لمقابلة زوجته الأولى عايدة (منحة البطراوي)، صاحبة "اتيليه" لتفصيل الملابس النسائية، التي وقع معها عقداً عرفياً منذ 10 سنوات، وتغمره بالحب بالرغم من معرفتها بأنه يحب هدى وتزوجها. يطلع ضياء زوجته عرفياً عايده على نيته تقديم حلولاً لكل مسائل حياته، ويتركها بعد أن وضع عقد زواجهم يحترق أمامها. يتجاذب غريب أطراف حديث الذكريات مع عادل في مكتبه الصغير للخدمات، ويلحظ ضياء يسير في الشارع فيتبعه إلى حفل "كوكتيل" حيث يقدم ضياء وردة لهدى ويتحدث إلى صديقه (خيري بشارة) الذي يحتفل بعودته لزوجته بعد الانفصال الثالث، ويلاحظ وجود إبراهيم رشوان. يتقدم غريب ويطلب مراقصة هدى ولا يجد ضياء الكلمات. يكشف غريب الحقيقة لهدى وتنشأ بينهما عاطفة خاطفة، يتصل ضياء بزوجته مؤكدا ندمه ولكنها ترفض اعتذاره وتقرر الخروج من حياته للأبد، تنسحب من منزل الزوجية، لتخرج مع غريب في رحلة تغير مسار حياتهما.

## وصلات خارجية
- يوم حار جدا على موقع IMDb (الإنجليزية)
- يوم حار جدا على موقع قاعدة بيانات الأفلام العربية
- يوم حار جدا على موقع فيلمافينيتي (الإسبانية)
- يوم حار جدا على موقع قاعدة بيانات الفيلم (الإنجليزية)
- يوم حار جدا على موقع ليتربوكسد (الإنجليزية)
- يوم حار جدا على موقع كينوبويسك (الروسية)
- يوم حار جدا على موقع الدهليز
- يوم حار جدا على موقع كاروهات

https://en.kinorium.com/328989/ يوم حار جدا (فلم)